# Artikel 104c des Grundgesetzes für die Bundesrepublik Deutschland
Der Artikel 104c des Grundgesetzes für die Bundesrepublik Deutschland ist eine Vorschrift aus dem Finanzverfassungsrecht, die mit Wirkung zum 4. April 2019 neu gefasst wurde. Mit der Änderung wurden die Möglichkeiten des Bundes zur Unterstützung von Ländern und Kommunen bei Investitionen in kommunale Bildungsinfrastruktur, insbesondere Ganztagsschul- und Betreuungsangebote, Digitalisierung und berufliche Schulen, erweitert.

## Bedeutung
Art. 104c GG in der vor dem 4. April 2019 geltenden Fassung lautete: „Der Bund kann den Ländern Finanzhilfen für gesamtstaatlich bedeutsame Investitionen der finanzschwachen Gemeinden (Gemeindeverbände) im Bereich der kommunalen Bildungsinfrastruktur gewähren.“ Diese seit der Grundgesetzänderung von 2017 auf Investitionen in finanzschwachen Kommunen beschränkte Finanzhilfekompetenz genügte den steigenden Investitionsanforderungen im Bildungssektor nicht in allen Bereichen. In Art. 104c GG n.F. steht daher nicht mehr die Bedürftigkeit der Kommune im Vordergrund, sondern die Bewältigung zentraler struktureller Herausforderungen für den Bildungsstandort Deutschland.  Er lautet nun ab  4. April 2019:
„Der Bund kann den Ländern Finanzhilfen für gesamtstaatlich bedeutsame Investitionen sowie besondere, mit diesen unmittelbar verbundene, befristete Ausgaben der Länder und Gemeinden (Gemeindeverbände) zur Steigerung der Leistungsfähigkeit der kommunalen Bildungsinfrastruktur gewähren. 2Artikel 104b Absatz 2 Satz 1 bis 3, 5, 6 und Absatz 3 gilt entsprechend. 3Zur Gewährleistung der zweckentsprechenden Mittelverwendung kann die Bundesregierung Berichte und anlassbezogen die Vorlage von Akten verlangen.“  (Art. 104c i. d. F. des Gesetzes v. 28. März 2019 - BGBl I S. 404 - mit Wirkung v. 4. April 2019.)
Im Gesetzgebungsverfahren wurde  betont, dass es sich hierbei um eine Ausnahmeregelung handele, die es den Ländern und den Gemeinden ermögliche, ihre Leistungsfähigkeit der kommunalen Bildungsinfrastruktur zu steigern. Die Gelder werden durch den Kommunalinvestitionsförderungsfonds verteilt. Dieser stellt verfassungsrechtlich keine direkte Beziehung zwischen Bund und Kommunen dar. Das auf  einen Vorschlag des damaligen  Wirtschaftsministers Gabriel zurückgehende Gesetz soll vor allem dazu dienen, die knappen Kassen der Kommunen mit hohen Investitionsrückständen zu stärken.
Wichtigstes Anwendungsbeispiel ist die Verwaltungsvereinbarung über die Gewährung von Finanzhilfen des Bundes an die Länder zur Förderung der kommunalen Bildungsinfrastruktur (DigitalPakt Schule).

## Kritik
Mit Art. 104c GG schaffe  sich der Bund eine Möglichkeit, direkten Einfluss auf die Kommunen zu nehmen (Kommunalisierung) und damit das Kooperationsverbot zu umgehen. Dies stelle einen zweifachen Eingriff in die Autonomie der Länder dar. Zum einen in die verfassungsrechtlich gewährleistete Kulturhoheit der Länder, zum anderen in die finanzielle Eigenverantwortung der Länder sowie die  Selbstverwaltung der Kommunen. Auch das Konnexitätsprinzip zwischen Bund und Ländern bzw. zwischen Ländern und Kommunen werde durch die Intensivierung der haushälterischen Kontrolle der Länder durch den Bund umgangen. Die Länder stünden unter Beobachtung des Bundes, vor allem im Zusammenhang der maroden Haushalte der Länder und der 2011 eingeführten Schuldenbremse.
Neben der verfassungsrechtlichen Problematik gibt es auch noch verfahrenstechnische Fragen, die individuell geregelt werden können. Die Bestimmung von Finanzschwäche ist von Bundesland zu Bundesland unterschiedlich und zumeist nur auf haushälterische Indikatoren beschränkt. Sozialräumliche Indikatoren werden außen vorgelassen.